# William P. Baker
William Pond Baker (ur. 14 czerwca 1940 w Oakland) – amerykański polityk, członek Partii Republikańskiej.

## Działalność polityczna
Od 1980 zasiadał w Zgromadzeniu Stanowym Kalifornii. W okresie od 3 stycznia 1993 do 3 stycznia 1997 przez dwie kadencje był przedstawicielem 10. okręgu wyborczego w stanie Kalifornia w Izbie Reprezentantów Stanów Zjednoczonych.